# Will More
Will More, nacido Joaquín Alonso-Colmenares y García-Loygorri, (Madrid, 27 de diciembre de 1949 - Madrid, 10 de agosto de 2017) fue un actor español conocido por su vinculación al cine underground y la movida madrileña de los años 80.
Actor fetiche del realizador vasco Iván Zulueta, con quien colaboró en una serie de cortometrajes en super-8 durante la segunda mitad de la década de 1970, protagonizó junto a Eusebio Poncela y Cecilia Roth la película de culto Arrebato.

## Biografía
Provenía de una familia adinerada de Guipúzcoa. Su madre, María del Carmen García-Loygorri y de los Ríos, que murió en 1966 a los cuarenta y cuatro años, pertenecía a los García-Loygorri, una de las familias más adineradas de San Sebastián. Se afincaron en Madrid. Su padre, Joaquín Alonso-Colmenares y de Navascués, era militar de carrera y llegó a general.
A principios de los 70 vivió en Estados Unidos donde trabajó como modelo y estudió interpretación. De regreso a España él y su hermana melliza Mari Carmen, relacionada sentimentalmente con Antonio Vega, comenzaron a moverse en los ambientes modernos de la noche madrileña. 
Will trabó amistad con Iván Zulueta y se convirtió en su actor fetiche. Protagonizó varios cortometrajes a mediados de los años 70 como Mi ego está en babia (1975), Aquarium (1975), Complementos (1976) y Fiesta (1976), acreditado con el seudónimo de Will More. Su debut en un largometraje fue en Arrebato (1979), segunda película de larga duración de Zulueta, y uno de los títulos más emblemáticos de los 80. En este film encarnó a Pedro, un misterioso joven aficionado a las cámaras de Super-8, que entra en contacto con Jose (Eusebio Poncela), un cineasta adicto a la heroína que acaba de terminar su segunda película, y que mantuvo una relación con Ana (Cecilia Roth), la protagonista de su primer film.
Posteriormente tuvo un papel secundario en la película Entre tinieblas (1983) dirigida por Pedro Almodóvar interpretando a Jorge el novio adicto a la heroína de la cantante Yolanda Mol (Cristina Sánchez Pascual). También intervino como secundario en el thriller El arreglo (1983), Las bicicletas son para el verano (1984) dirigida por Jaime Chávarri y en la británica La venganza (1984) de Stephen Frears. Posteriormente participó en otros cortometrajes como Una reina (1984), dirigido por Bruna Calderón, y Patas en la cabeza (1985) ópera prima de Julio Medem. En algunos de estos trabajos fue acreditado como Willmore.
También realizó intervenciones en series de televisión. Su debut en el medio fue en la serie de televisión La huella del crimen (1985) de Televisión Española, en un episodio titulado El caso del cadáver descuartizado, donde sí fue acreditado con su verdadero nombre Joaquín Navascués. La misma práctica sucedió con su participación en un episodio de la serie Pepe Carvalho (1986) junto a Eusebio Poncela. En 1988 hizo un pequeño papel como camarero en la película Berlín Blues de Ricardo Franco. En 1989 apareció en dos episodios de la serie de Televisión Española Delirios de amor. Paulatinamente se fue retirando de la interpretación siendo sus últimos trabajos su participación en los cortometrajes Por los viejos tiempos (1990), dirigido por Miguel Ángel Toledo, y El extraño pacto (1991) de Juan Carlos Fresnadillo, y en las películas Continental (1990) de Xabier Villaverde y Martín (Hache) (1997) de Adolfo Aristarain.
Tras varios años fuera de los medios Will More reapareció con motivo de su participación en varios documentales: Arrebatos (1998), dirigido por Jesús Mora y dedicado a la película Arrebato; Señales de ruta (2000), dirigido por Tevo Díaz, centrado en el trabajo del poeta Juan Luis Martínez; Color perro que huye (2011) dirigido por Andrés Duque; Kunstkammer (2014) dirigido por Carlos Escolano y de carácter biográfico; Antonio Vega. Tu voz entre otras mil (2014) dirigido por Paloma Concejero y dedicado al cantante y compositor.
El 25 de marzo de 2010 reapareció en Madrid, con motivo de un homenaje a Iván Zulueta fallecido en diciembre de 2009, en una conferencia de la Academia del Cine Español sobre el 30 aniversario de Arrebato. Durante el coloquio Will More contó diversas anécdotas sobre su amistad con el realizador, como sus numerosos viajes, o el hecho de que en una ocasión acabaron en una cárcel de Marruecos. También reveló distintos aspectos sobre la gestión y el rodaje de la película. De su vida personal afirmó que vivía en Miami y que hacía años "que no trabajaba en nada".
En 2014, durante una participación en el Festival Rizoma, More contó que Iván Zulueta había contactado con él para proponerle un nuevo proyecto audiovisual apenas 5 días antes de su fallecimiento en diciembre de 2009. El 10 de agosto de 2017, a la edad de 67 años, Will More falleció en Madrid.

## Filmografía

### Cortometrajes
- Mi ego está en Babia (Iván Zulueta, 1975). Super 8. Color. (40’)
- Aquarium (Iván Zulueta, 1975). Super 8. Color. (14’)
- Complementos (Iván Zulueta, 1976). Super 8. Color. (19’)
- Fiesta (Iván Zulueta, 1976). Super 8. Color. (12’)
- Una reina (Bruna Calderón, 1984). 35mm. Color. (10’)
- Patas en la cabeza (Julio Médem, 1985). 35mm. Color. (13’)
- Por los viejos tiempos (Miguel Ángel Toledo, 1990). 35mm. Color. (25’)
- El extraño pacto (Juan Carlos Fresnadillo, 1991). 35mm. Color. (6’)

### Largometrajes
- Arrebato (Iván Zulueta, 1979). 35mm. Color. (105’)
- Entre Tinieblas (Pedro Almodóvar, 1984). 35mm. Color. (114’)
- Las bicicletas son para el verano (Jaime Chávarri, 1984)
- The Hit (La venganza) (Stephen Frears, 1984)
- Berlín Blues (Ricardo Franco, 1988)
- Continental (Xavier Villaverde, 1990).
- Martín (Hache) (Adolfo Aristarain, 1997).

### Televisión
- La huella del crimen: El caso del cadáver descuartizado (Ricardo Franco, 1985).
- Pepe Carvalho : El mar, un cristal opaco (Adolfo Aristarain, 1986).
- Delirios de amor: El eterno adolescente (Ceesepe, 1989).
- Delirios de amor: Es sólo un juego (Antoni Capellà, 1989).

### Documentales
- Arrebatos (Jesús Mora, 1998).
- Señales de ruta (Tevo Díaz, 2000).
- Color perro que huye (Andrés Duque, 2011).
- Kunstkammer (Carlos Escolano, 2014).
- Antonio Vega. Tu voz entre otras mil (Paloma Concejero, 2014).